# Монтеррей (футбольний клуб)
Монтеррей (ісп. Club de Fútbol Monterrey A.C.) — мексиканський футбольний клуб із однойменного міста (штат Нуево-Леон).

## Титули та досягнення

### На міжнародній арені
- Переможець ліги чемпіонів КОНКАКАФ (5): 2011, 2012, 2013, 2019, 2021
- Володар кубка кубків КОНКАКАФ (1): 1993

### У Мексиці
- Чемпіон (5): 1986(М), 2003(К), 2009(А), 2010(А), 2019(А)
- Віце-чемпіон (4): 1993, 2004(А), 2005(А), 2011(К)
- Володар кубка (1): 1992, 2017(А)
- Фіналіст кубка (2): 1964, 1969

## Індивідуальні рекорди

### Найкращі бомбардири «Монтеррею» в офіційних матчах
| Футболіст           | Голи | Сезони    |
| ------------------- | ---- | --------- |
| Маріо де Соуза Мота | 96   | 1984-1992 |
| Умберто Суасо       | 91   | 2007-2012 |

### Найкращі бомбардири чемпіонату Мексики
| Футболіст             | Кіл. | Сезони            |
| --------------------- | ---- | ----------------- |
| Франсіско Хав'єр Крус | 1    | 1986 (М) 14 голів |
| Гільєрмо Франко       | 1    | 2004 (К) 15 голів |
| Умберто Суасо         | 1    | 2008 (К) 13 голів |

## Найвідоміші гравці
- Еміліо Балдонеро (1945—1946) — нападник, за збірну Аргентини 6 матчів (7 голів).
- Орасіо Касарін (1956—1957) — 4-е місце у рейтингу «Найкращі футболісти КОНКАКАФ».
- Ігнасіо Хаурегі (1963—1970) — захисник, учасник двох чемпіонатів світу.
- Густаво Пенья (1973—1976) — захисник, за збірну Мексики 82 матча (3 голи).
- Рубен Корбо (1974—1980) — нападник, за збірну Уругваю 22 матчі.
- Еусебіу (1975—1976) — нападник, за збірну Португалії 64 матчі (41 гол).
- Франсіско Хав'єр Крус (1983—1992, 1999) — півзахисник, за збірну 19 матчів (3 гола).
- Гільєрмо Муньос (1984—1993) — захисник, за збірну Мексики 20 матчів.
- Карлос де лос Кобос (1989—1993) — півзахисник, за збірну 25 матчів.
- Карлос Ермосільйо (1990—1991) — нападник, за збірну Мексики 90 матчів (35 голів).
- Рубен Руїс Діас (1992—1997) — воротар, за збірну Парагваю 11 матчів.
- Хесус Арельяно (1992—1997, 2000—2011) — нападник, за збірну Мексики 69 матчів (7 голів).
- Луїс Ернандес (1992—1994) — нападник, за збірну Мексики 85 матчів (35 голів).
- Давід Патіно (1993—1997) — нападник, за збірну Мексики 28 матчів (4 голи).
- Рамон Моралес (1995—1998) — півзахисник, за збірну 64 матчі (6 голів).
- Умберто Суасо (1995—1997) — нападник, за збірну Чилі 50 матчів (21 гол).
- Луїс Мігель Сальвадор (1995—1997) — нападник, за збірну Мексики 20 матчів (8 голів).
- Луїс Перес (1995—1998) — півзахисник, за збірну 69 матчів (8 голів).
- Пауло Чавес (2000—2004) — півзахисник, за збірну 30 матчів (2 гола).
- Хуан Аранго (2000—2002) — півзахисник, за збірну Венесуели 106 матчів (19 голів).
- Гільєрмо Франко (2002—2005) — нападник, за збірну Мексики 25 матчів (7 голів).
- Феліпе Балой (2005—2009) — захисник та півзахисник, за збірну Панами 49 матчів (2 голи).
- Харед Боргетті (2008) — найкращий бомбардир збірної Мексики 46 голів в 89 матчах.
- Освальдо Мартінес (2008—2011) — півзахисник, за збірну Парагваю 25 матчів (1 гол).
- Вальтер Айові (2009-) — захисник та півзахисник, за збірну Еквадору 71 матч (7 голів).
- Альдо де Нігріс (2009-) — нападник, за збірну Мексики 17 матчів (8 голів).
- Рікардо Осоріо (2010-) — захисник, за збірну Мексики 82 матча (1 гол).